# Parigi-Roubaix 1910
La Parigi-Roubaix 1910, quindicesima edizione della corsa, fu disputata il 27 marzo 1910, per un percorso totale di 266 km. Fu vinta dal francese Octave Lapize giunto al traguardo con il tempo di 9h05'12" alla media di 29,273 km/h davanti a Cyrille Van Hauwaert e Eugène Christophe.
Presero il via da Chatou 145 ciclisti, 73 di essi tagliarono il traguardo di Roubaix.

## Ordine d'arrivo (Top 10)
| Pos. | Corridore            | Squadra       | Tempo    |
| ---- | -------------------- | ------------- | -------- |
| 1    | Octave Lapize        | Alcyon-Dunlop | 9h05'12" |
| 2    | Cyrille Van Hauwaert | Alcyon-Dunlop | s.t.     |
| 3    | Eugène Christophe    | Alcyon-Dunlop | s.t.     |
| 4    | Édouard Léonard      | Alcyon-Dunlop | a 48"    |
| 5    | Charles Crupelandt   | Le Globe      | a 7'33"  |
| 6    | René Vandenberghe    | -             | a 12'48" |
| 7    | Léon Georget         | La Française  | a 12'49" |
| 8    | Jules Masselis       | Alcyon-Dunlop | a 15'18" |
| 9    | Gustave Garrigou     | Alcyon-Dunlop | a 17'48" |
| 10   | Joseph Van Daele     | -             | s.t.     |